# Andries Jonker
Andries Jonker, född den 22 september 1962 i Amsterdam, är en nederländsk fotbollstränare, förbundskapten och före detta fotbollsspelare.

## Karriär
Andries Jonker spelade fotboll som senior under 1980-talet i bland annat FC Volendam och ASC De Volewijckers. FC Volendam var också ett av de första lag som blev tränare för. 2001 var han tillfällig förbundskapten för det nederländska damlandslaget. Han har varit assisterande tränare för FC Barcelona, FC Bayern München och VfL Wolfsburg innan 2017 tog över som huvudtränare för VfL Wolfsburg. Han tränade SC Telstar innan han 2022 tog över som förbundskapten för det nederländska damlandslaget.